# Rumpler C.III
Le Rumpler C.III. (désignation d'usine 6A 5) est un biplan militaire de reconnaissance construit en Allemagne pendant la Première Guerre mondiale.

## Historique
Il constitue une amélioration de la conception du Rumpler C.I en incorporant de nombreuses améliorations aérodynamiques, notamment dans la forme de l'aile et le profilage des ailerons et de l'arrière du fuselage,. Les performances du Rumpler C.III s'avèrent meilleures que celles du C.I, et le prototype est sélectionné en 1916 pour une production limitée, d'environ 75 appareils. Tous ne furent pas au front en même temps: le maximum fut atteint le 28 février 1917 avec 42 Rumpler C.III simultanément au front. Avec l'introduction du Rumpler C.IV, plus puissant et basé sur une structure de C.III amélioré, le nombre de C.III opérationnels chute rapidement et à l'automne 1917, il n'en restait déjà plus qu'un seul au front. Le C.III a donc connu un succès mitigé, mais sa conception a surtout servi de tremplin au C.IV plus perfectionné.